# Branco
A cor branca, branco ou alvo é a junção de todas as cores de luz do espectro de luz visível. Por isso é definida como "a cor da luz" em cores-pigmento. É a cor que reflete todos os raios luminosos, não absorvendo nenhum e por isso aparecendo como clareza máxima, por tanto é a ausência de côr. É usada como base para começar a adicionar cores (folhas, lenços, quadros, etc.) e seu oposto é o preto que é o resultado da mistura de todas as cores.
O branco é a cor do fundo desta página. O código hexadecimal para a cor branca pura é #FFFFFF.

## Corantes
O dióxido de titânio é o composto utilizado como pigmento na indústria como corante para a cor branca e sua aplicação vai desde tintas, esmalte e papel até em cerâmicas e produtos alimentares. Quase tudo que a indústria moderna utiliza para dar cor branca a algo, é quase certo que a base do pigmento branco é o dióxido de titânio.

## Grego
O prefixo grego para branco é leuko-, usado por exemplo em leucócito, não por acaso também conhecidos como glóbulos brancos.[carece de fontes?]

## Usos simbólicos do branco
A cor branca está associada à paz, calma, ordem, limpeza e outras conotações positivas. Na cultura oriental, ao contrário, representa desde tristeza e até luto.
O branco é freqüentemente associado ao monarquismo. A associação veio originalmente da bandeira branca da dinastia de Bourbon da França. O branco tornou-se a bandeira das rebeliões realistas contra a Revolução Francesa.
Durante a guerra civil que se seguiu à Revolução Russa de 1917, o Exército Branco, uma coalizão de monarquistas, nacionalistas e liberais, lutou sem sucesso contra o Exército Vermelho dos bolcheviques.